# Textbindning
Textbindning innebär hur en text är uppbyggd, vad det är som gör att texten sitter ihop. Man brukar tala om tre huvudsakliga typer av bindning: tematisk, referentiell och logisk bindning.

## Tematisk bindning
Tematisk bindning har med principen tema-rema att göra. Tema är det första som står i meningen, det som förutsätts vara känt sedan innan, medan rema innebär det som kommer senare i meningen, den information som är ny. Exempel:
"Fantomen fick syn på Guran. Denne höll på att nojsa med Diana."
I den första meningen är Fantomen tema – han antas vara känd sedan tidigare. Den nya informationen, rema, är att han fick syn på Guran. I nästa mening blir rema från förra meningen, Guran, tema. Detta är en tematisk bindning.

## Referentiell bindning
Referentiell bindning avser att meningarna håller ihop genom ett innehållsligt samband. Exempelvis genom att samma företeelse (referent) finns i flera meningar eller att olika företeelser hänger ihop på ett logiskt sätt. Exempel:
"Hårdrock är vår tids gissel. Men äldre tiders ungdom uppskattade hambo. Den lockade pigor och drängar från när och fjärran. Det var en så vildsint dans att de orgiastiska krumsprången fick de äldre att bäva i sina stugor."
Denna text binds samman av att det finns en ledfamilj, där texten hålls samman av exempelvis referenten hambo (hambo, den, vildsint dans, orgiastiska krumsprången).

## Logisk bindning
Logisk bindning innebär att texten hålls ihop på ett mer logiskt sätt, med hjälp av exempelvis olika konjunktioner, adverb m.m. Exempel:
"Det var en så vildsint dans att de..."